# Армије НОВЈ
Армије су биле стратегијско-оперативне формације Народноослободилачке војске (НОВЈ) и Југословенске армије (ЈА). У току Народноослободилачког рата формиране су четири армије. Прва, Друга и Трећа армија су формиране 1. јануара, а Четврта армија 1. марта 1945. године. Оне су формиране у време када је НОВ и ПОЈ образовала стабилан стратегијски фронт, присиљавајући непријатеља да ангажује огромне војне снаге. Тада је Народноослободилачка војска Југославије реорганизована у Југословенску армију.
Иако су армије формално образоване тек почетком 1945, функцију армија су у ранијем периоду имале оперативне групе, у чијем је саставу често било неколико корпуса и дивизија.

## Настанак армија у НОВЈ
Прва армијска група НОВ и ПОЈ формирана је 15. септембра 1944, ради обједињавања снага за Београдску операцију; у њен састав тада су ушли Први пролетерски и Дванаести војвођански корпус. По ослобођењу Београда ова армијска група је расформирана. Крајем 1944. када су ослобођене Србија, Македонија, Црна Гора и Далмација и успостављен стабилан стратегијски фронт од Драве до Јадранског мора, на ослобођеној територији извршена је мобилизација људства и материјала.
Тако су били створени услови који су омогућили виши корак у развоју Народноослободилачке војске Југославије. Почетком јануара 1945. формиране су Прва, Друга и Трећа армија, а 1. марта и Четврта армија, када је Народноослободилачка војска Југославије преименована у Југословенску армију. Штаб Првог пролетерског корпуса преформиран је у Штаб Прве армије, Штаб Јужне оперативне групе у Штаб Друге армије, Штаб Дванаестог војвођанског корпуса и део Главног штаба НОВ и ПО Војводине образовали су Штаб Треће армије, а Штаб Осмог далматинског корпуса и део Главног штаба НОВ и ПО Хрватске Штаб Четврте армије.
Формација је предвиђала командни део Штаба армије који су сачињавали командант, политички комесар, начелник штаба и начелници оперативног, обавештајног и организационог одељења. У шири део штаба ушле су команде родова (артиљерије, инжињерије, тенковских јединица и веза) и команда позадине (командант, политички комесар и начелник штаба).
У непосредни састав армије, ван корпуса и дивизија, ушле су: артиљеријске, тенковске, инжињеријске и допунске бригаде и пук за везу. Формацијом нису били предвиђени корпусни штабови. Дивизије су биле непосредно потчињене штабу армије, али штабови оних корпуса који су дејствовали у позадини непријатеља расформирани су тек када су њихове дивизије услед примицања фронта заузеле место у борбеном распореду армије.

## Списак армија НОВЈ
| назив          | датум формирања | командант     | политички комесар | начелник штаба  | састав                                |
| -------------- | --------------- | ------------- | ----------------- | --------------- | ------------------------------------- |
| Прва армија    | 1. јануар 1945. | Пеко Дапчевић | Мијалко Тодоровић | Саво Дрљевић    | 1, 5, 6, 11. и 21. дивизија           |
| Друга армија   | 1. јануар 1945. | Коча Поповић  | Блажо Ломпар      | Љубо Вучковић   | 17, 23, 25, 28. и 45. српска дивизија |
| Трећа армија   | 1. јануар 1945. | Коста Нађ     | Бранко Петричевић | Вукашин Суботић | 16, 36. и 51. дивизија                |
| Четврта армија | 1. март 1945.   | Петар Драпшин | Бошко Шиљеговић   | Павле Јакшић    | 9, 19, 20 и 26. дивизија              |